# ゲプハルト・ヒールシャー
ゲプハルト・ヒールシャー（Gebhard Hielscher, 1935年 - ）は、ドイツ出身のジャーナリスト。神奈川大学特任教授。元南ドイツ新聞日本特派員。
フライブルク大学法学部卒業。

## 報道姿勢
南ドイツ新聞の報道姿勢に近く、日本の戦後処理については極めて批判的である。浅田真央（当時16歳）の外国人記者クラブにおける記者会見（2007年4月6日）では、日本の「歴史認識」問題を念頭におき、これまで米国で「あなたの国はとても悪いことをした」だとか、「あなたの国の首相（安倍晋三）は不正直 (not honest)だ」とか言われたことはないか、などと質問している。

## 主張
「戦後51年たっても日本政府は、戦争時代のあらゆる要求は二国間条約で片がつき、個人補償は問題にならないという立場に固執している。形式法理論に基くにすぎない片意地なその拒否的態度が、日本と旧交戦国の和解に至る道をこれまで妨げてきた。もちろん多くの日本人は拒否的態度によって、自分たちの過去の暗部との対決をうまくごまかしてすり抜けることができるだろうとの幻想を一段と強めてきた。」「こういうこと（個人補償）が可能だということを、ボン政府はすでに40年前に、1965年の連邦保障法で証明してみせた」。
これに対し西尾幹二は、「ドイツの日本に対する優越は、この人のすべての両国比較の文章に共通している」とし、「日本の歴史に『ナチ犯罪』はないのだ。『国家賠償』を避けて『個人補償』に逃げ込まざるを得ないような理由も、必然性も日本にはない。しかるに日本人が『個人補償』に対する拒否的態度をとることで、『自分たちの過去の暗部との対決をうまくごまかしてすり抜けることができるだろうとの幻想』を抱いている、というのである。何という失礼な言い方であろう。他の国の人には何と言われてもよいが、民族抹殺、集団殺戮、人体実験、不妊断種手術、安楽死政策を大規模に重ねてきたドイツ人にだけは、日本人がこんなことを言われる理由はまったくない」と反論している。

## 著作
- 『ヤーパンの評判』朝日イブニングニュース 1981年
- 『自信と過信』サイマル出版 1985年
- 38 mal Korea Piper 1998年
- Land & Leute Japan Polyglott 1995年